# Teateråret 1961

## Händelser

### Okänt datum
- Vilhelm Moberg donerar 50.000 kr till svenska Teaterförbundet
- Tantolundens friluftsteater upphör med verksamheten
- Karin Ekelund blir Radioteaterns första kvinnliga producent och regissör
- Frank Sundström efterträder Carl-Axel Heiknert som chef för Upsala Stadsteater
- Hans Alfredson och Tage Danielsson bildar nöjesföretaget AB Svenska Ord
- Den sista kullen elever tas in vid Dramatens elevskola

## Priser och utmärkelser
- Gösta Ekman-stipendiet tilldelas skådespelaren Ingvar Kjellson
- O'Neill-stipendiet tilldelas Eva Dahlbeck den 16 november
- Thaliapriset tilldelas skådespelerskan Ulla Smidje

## Årets uppsättningar

### Okänt datum
- My Fair Lady spelas för 766:e gången den 11 juni på Oscarsteatern i Stockholm [1].
- Walentin Chorells pjäs Kattorna har urpremiär på Kansanteatteri i Helsingfors
- Harold Pinters pjäs Vicevärden (The Caretaker) har svensk premiär på Stadsteatern i Stockholm
- Igor Stravinskij opera Rucklarens väg (Rake's Progress) har svensk premiär på Operan i Stockholm

## Födda
- 20 augusti – Dilek Gür, svensk teaterregissör.

## Avlidna
- 8 maj – Signe Kolthoff, 80, svensk skådespelare.

### Fotnoter
1. ↑  75 år Sverige, Carl-Adam Nycop, Bokförlaget Bra böcker, 1976, sidan 181 - My Fair Lady 766 gånger